# La mia Italia
La mia Italia è un album di cover di Al Bano. È stato registrato nel 2004 con la Slovak Radio Symphony Orchestra, prodotto e arrangiato da Chris Walden.

## Tracce
1. Che sarà (Jimmy Fontana, Carlo Pes, Franco Migliacci)
2. Nel sole (Albano Carrisi, Giuseppe Massara, Vito Pallavicini)
3. Un'estate italiana (Tom Withlock, Edoardo Bennato, Gianna Nannini, Giorgio Moroder)
4. Felicità (Cristiano Minellono, Gino De Stefani, Dario Farina)
5. Piccola e fragile (Luigi Albertelli, Enrico Riccardi)
6. Sempre sempre (Claude Lemesle, Michel Carrè, Michel Gouty, Vito Pallavicini)
7. Una notte speciale (Alice Visconti, Giusto Pio, Franco Battiato)
8. Gloria (Umberto Tozzi, Giancarlo Bigazzi)
9. Mattino (Ruggero Leoncavallo, Vito Pallavicini)
10. Tu sei l'unica donna per me (Alan Sorrenti)
11. Senza una donna (Adelmo Fornaciari)
12. Musica è (Eros Ramazzotti, Piero Cassano, Adelio Cogliati)
13. Buona sera signorina (Peter De Rose, Karl Siegman, Albano Carrisi)

## Classifiche
| Classifica | Posizione |
| ---------- | --------- |
| Austria    | 11        |
| Germania   | 86        |